# Oswald Veblen
Oswald Veblen (Decorah, 24 de junho de 1880 — Brooklin, 10 de agosto de 1960) foi um matemático, geómetra e topólogo estadunidense.
Em cujo trabalho se encontra aplicação à física atômica e à teoria da relatividade. Provou o teorema da curva de Jordan, em 1905.

## Biografia
Iniciou seus estudos em Iowa City. Graduou-se na Universidade de Iowa, onde recebeu um A.B. em 1898, e na Universidade de Harvard, onde foi concedido um segundo B.A. em 1900. Para seus estudos de pós-graduação, foi estudar matemática na Universidade de Chicago, onde obteve um doutoramento em 1903. Sua dissertação, um sistema dos axiomas para a geometria, foi escrita sob a orientação de Eliakim Hastings Moore. 
Ensinou matemática na Universidade de Princeton de 1905 a 1932. Em 1926 foi nomeado Professor de Matemática da cátedra Henry B. Fine. Em 1932 ajudou a organizar o Instituto de Estudos Avançados de Princeton, renunciando ao seu posto de professor para transformar-se no primeiro professor no instituto naquele mesmo ano. Manteve sua cátedra no instituto até se tornar professor emérito em 1950. 
Morreu em Brooklin, Maine. Após sua morte a American Mathematical Society criou um prémio em sua homenagem, Prêmio Oswald Veblen de Geometria. É concedida a cada três anos, e é a concessão de maior prestígio no reconhecimento de pesquisas em geometria.

## Realizações
Durante sua carreira, Veblen fez contribuições importantes na topologia e nas geometrias projetiva e diferencial, incluindo resultados importantes na física moderna. Ele introduziu os axiomas de Veblen para geometria projetiva e provou o teorema de Veblen-Young. Ele introduziu as funções de Veblen dos ordinais e usou uma extensão delas para definir os ordinais de Veblen pequenos e grandes. Na Segunda Guerra Mundial, ele esteve envolvido na supervisão do trabalho de balística no Aberdeen Proving Ground que envolveu as primeiras máquinas de computação modernas, em particular apoiando a proposta de criação do ENIAC pioneiro computador digital eletrônico. Ele também publicou um artigo em 1912 sobre a conjectura das quatro cores.

## Livros de O. Veblen
- Introduction to infinitesimal analysis; functions of one real variable com N. J. Lennes (John Wiley & Sons, 1907)[5]
- Projective geometry com John Wesley Young (Ginn and Co., Vol. 1, 1910;[6] Vol. 2, 1918[7])
- Analysis Situs (American Mathematical Society, 1922;[8] 2a. edição. 1931)
- Invariants of Quadratic Differential Forms (Cambridge University Press, 1927)[9]
- The Foundations of Differential Geometry com J. H. C. Whitehead (Cambridge University Press, 1932)[10]
- Projektive Relativitätstheorie (Springer Verlag, 1933)[11]